# Paul Gore (1er baronnet)
Paul Gore, 1er baronnet (1567 – septembre 1629) est un homme politique anglo-irlandais, militaire et baronnet.

## Biographie
Né à Londres, il est le fils aîné de Gerard Gore et de son épouse Helen Davenant, fille de Ralph Davenant. Il vient en Irlande en tant que commandant d'une troupe de cavalerie et, en 1602, il est envoyé pour accompagner Rory Ó Donnell à une réunion avec la reine Élisabeth Ire d'Angleterre. Il siège comme député à la chambre des communes irlandaise pour Ballyshannon de 1613 à 1615. Le 2 février 1622, il est créé baronnet, de Magherabegg, dans le comté de Donegal.
Il épouse Isabella Wycliffe, fille de Francis Wycliffe et nièce du 1er comte de Strafford. Ils ont treize enfants, sept filles et six fils. Il est enterré à l'église abbatiale de Donegal. Son fils aîné, Ralph Gore lui succède et est l'ancêtre des comte de Ross. Son fils Arthur Gore est lui-même baronnet et est l'ancêtre de la création irlandaise des comtes d'Arran, des barons Harlech ainsi que des barons irlandais Annaly. Son quatrième fils, Francis, est l'ancêtre des baronnets de Gore-Booth.